# Валентина Нагорна
Валентина «Валькірія» Нагорна — українська військовослужбовиця, медикиня, санітарна інструкторка евакуаційного відділення Третьої окремої штурмової бригади, учасниця російсько-української війни.

## Життєпис
Валентина Нагорна у мирному житті була біотехнологинею і працювала майстринею манікюру, не мала медичної освіти, але приєдналася до українського війська на самому початку повномасштабного вторгнення Росії. Дівчина потрапила до ТрО Азов Київ і надалі працювала в медичній евакуації та у стабілізаційному пункті Третьої штурмової бригади.
Саме на війні Валькірія знайшла своє кохання — військовослужбовця Данііла Ляшкевича з позивним «Берсерк».
Загинула на фронті 3 листопада разом зі своїм хлопцем. 8 листопада відбулась процедура прощання